# Caesars Britannienfeldzüge
Caesars Britannienfeldzüge waren zwei militärische Invasionen in Britannien, die der römische Feldherr und spätere Diktator Gaius Julius Caesar in den Jahren 55 und 54 v. Chr. im Rahmen seines Gallischen Krieges durchführte. Dabei kam es noch nicht zu dauerhaften Eroberungen für das Römische Reich. Erst etwa 100 Jahre später wurde unter Kaiser Claudius ein Teil der Insel zu einer Provinz des Reiches.

## Erste Invasion 55 v. Chr.

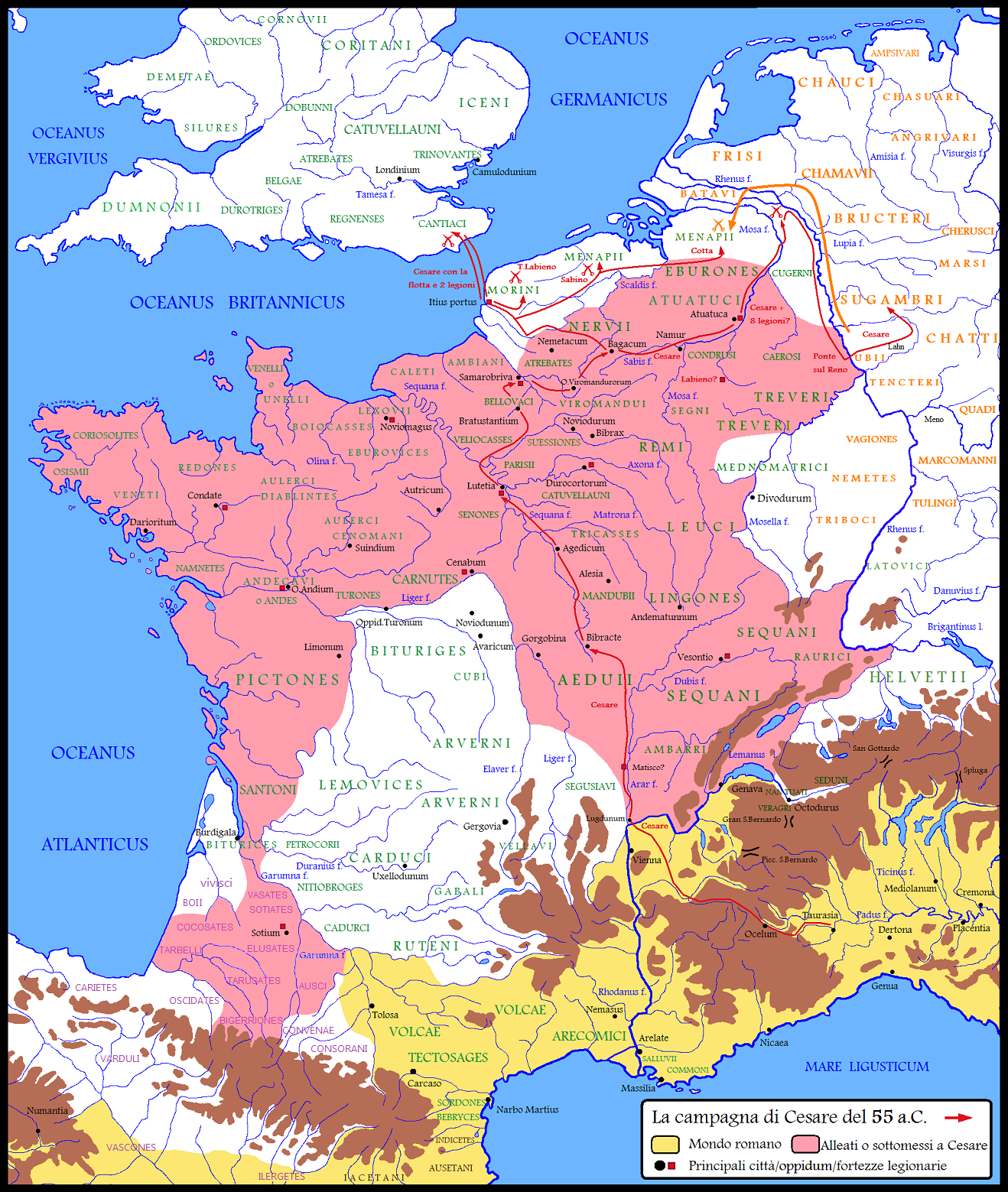
Feldzugskarte von 55 v. Chr. Caesars Überquerung des Rheins (lateinisch Rhenus) mit einer germanischen Gegenbewegungen in Orange.

Als Grund für seine Landung in Britannien gibt Caesar an, dass die Britonen die gallischen Stämme gegen ihn unterstützt hätten. So seien flüchtige Belger auf der Insel aufgenommen worden; und die Veneter, die mit den Britonen Seehandel trieben, hätten diese 56 v. Chr. um Militärhilfe gegen die Römer gebeten. Vielleicht wollte der römische Feldherr aber auch die Bodenschätze Britanniens ausbeuten. Jedenfalls nennt Cicero es eine enttäuschende Entdeckung, dass es in Britannien keine Gold- und Silberschätze gäbe, und nach einer von Sueton benutzten caesarkritischen Quelle soll der spätere Diktator seine Expedition wegen der Hoffnung auf Perlenfunde unternommen haben. Englische patriotische Historiker des 18. und 19. Jahrhunderts (zum Beispiel Edward Gibbon) kritisierten die Expedition der Römer als über die „natürlichen Grenzen“ ihres Reiches hinausgehende Eroberungslust und Suche nach sagenhaften Schätzen. Ausschlaggebend war wohl eher, dass Caesar zur innenpolitischen Propaganda seine militärischen Meriten mehren wollte (siehe unten).
Laut dem Geographen Strabon verübten die Veneter 56 v. Chr. einen Aufstand, um einen möglichen, ihren Handel bedrohenden Einmarsch Caesars auf der Insel zu verhindern. Diesen Plan müsste der Feldherr dementsprechend schon seit längerem verfolgt haben. Caesar begann seinen Feldzug mit relativ schwachen Kräften aber erst im Spätsommer 55 v. Chr., als es dafür schon ziemlich spät war. Wahrscheinlich plante er daher nur eine militärisch unterstützte Aufklärungstour der für die Römer ziemlich unbekannten Insel. Kaufleute, die aufgrund ihrer Handelsbeziehungen die Verhältnisse in Britannien gut kennen mussten, konnten oder wollten aber keine tauglichen Auskünfte über die Lebensweise und Kriegsstrategien der Insulaner oder geeignete Landungsplätze geben. Der zur Informationsbeschaffung mit einem Kriegsschiff ausgesandte Tribun Gaius Volusenus erkundete vermutlich die Küste Kents, wagte aber nicht an Land zu gehen und kehrte nach fünf Tagen zur Berichterstattung zurück. Nun kamen auch Abgesandte einiger britonischen Stämme, die durch Kaufleute auf Caesars Invasionspläne aufmerksam gemacht worden waren, und versicherten ihre Unterwerfungsbereitschaft. Doch Caesar schickte sie zusammen mit Commius, dem mit Rom verbündeten König der Atrebaten, auf die Insel zurück, damit sie weitere Stämme zu einer Allianz mit den Römern gewinnen sollten.
Von einem nicht namentlich bezeichneten Hafen (wahrscheinlich Portus Itius, der wohl beim heutigen Saint-Omer oder Wissant zu suchen ist) im Land der Moriner aus startete Caesar mit 80 Truppentransportern und einer unbekannten Zahl an Kriegsschiffen, auf denen zwei Legionen (Legio VII und Legio X) stationiert waren, in der Nacht die Überfahrt. Seine Reiterei sollte ihm auf 18 weiteren, in einem acht Meilen entfernten, unbekannten Hafen (vielleicht Ambleteuse) ankernden Lastschiffen möglichst bald nachfolgen, während die zurückgebliebenen Heere unter dem Befehl der Legaten Quintus Titurius Sabinus und Lucius Aurunculeius Cotta die Moriner und Menapier endgültig unterwerfen sollten. Der Legat Publius Sulpicius Rufus hatte schließlich die gallischen Häfen zu schützen.
Eine Landung in Dubris (heute Dover) erwies sich als zu schwierig, da dort zahlreiche, schwer bewaffnete Einheimische auf beherrschenden Hügeln und Klippen warteten und ihre Speere leicht auf landende Schiffe werfen konnten. Nach Abhaltung eines Kriegsrates segelte Caesar, weil nun die Flut und die Winde günstig waren, sieben Meilen an der Küste entlang, um an einer zugänglicheren Stelle an Land zu gehen. Der Anlegeplatz war neueren Forschungen zur Folge die Isle of Thanet im Nordosten von Kent. Die Britonen waren mit Pferden und Streitwagen den römischen Schiffen entlang der Küste gefolgt und suchten deren Landung gewaltsam zu verhindern. Für die Römer war ein zusätzliches Problem, dass sie aufgrund der Größe ihrer Schiffe nicht nahe an die Küste gelangen konnten. Daher mussten die Soldaten, vom Feind von Land aus beschossen, von tieferen Gewässern an den Strand schwimmen oder dorthin in kleinen Booten rudern. Die entsprechend demotivierten Legionen sollen von einem Adlerträger, der zuerst ins Wasser sprang, ermuntert worden sein. Mit von den Kriegsschiffen in die offene Flanke der Gegner abgefeuerten Geschützen und Schleuderbleien konnte Caesar die Britonen etwas zurückdrängen, so dass seine Soldaten ans Ufer gelangen konnten. Dort wurden sie sofort angegriffen und waren oft noch orientierungslos; aber schließlich konnten sie die Britonen doch vertreiben, aber nicht weiter verfolgen, da die Schiffe der Kavalleristen wegen widriger Winde noch nicht eingetroffen waren.
Caesar errichtete an der Küste einen Stützpunkt, empfing Gesandte der Britonen, die um Frieden baten, und ließ den bei seiner Landung verhafteten Commius zu sich bringen. Laut seinem eigenen Bericht konnte er angeblich die britannischen Fürsten so weit einschüchtern, dass sie ihm Geiseln stellten und ihre Heere entließen. Als aber die Schiffe seiner Reiterei in Blickweite kamen, wurden diese durch einen Sturm wieder nach Gallien zurückgetrieben. In der gleichen Nacht überraschte die Römer (die mit den Gezeiten nicht vertraut waren) eine Springflut, die die aufs Trockene gezogenen Kriegsschiffe volllaufen ließ. Gleichzeitig beschädigte oder zerstörte der Sturm die ankernden Lastschiffe und machte sie seeuntüchtig, so dass Caesars Rückfahrt gefährdet schien. Die Inselbewohner erneuerten daraufhin die Feindseligkeiten, wollten ihn über Winter in Britannien festhalten und von der Nahrungsmittelversorgung abschneiden. Eine mit dem Fouragieren betraute Legion wurde in ein einzelnes, noch nicht abgeerntetes Feld gelockt, von den im angrenzenden Wald versteckten Feinden beim Mähen überfallen, mit Streitwagen und Reiterei attackiert sowie mit einem Geschosshagel eingedeckt. Angeblich durch eine Staubwolke aufmerksam geworden, kam Caesar der bedrängten Legion mit vier Kohorten zu Hilfe und rettete sie. Nachdem ein Sturm mehrere Tage weitere Kämpfe verhindert hatte, erfolgte ein Angriff auf das Lager der Römer, den Caesar leicht zurückschlug, wobei er 30 von Commius neu geworbene Reiter einsetzte. Seine Truppen streckten zahlreiche flüchtende Britonen nieder und verbrannten ihre Gehöfte.
Wegen der fortgeschrittenen Jahreszeit und seiner beschädigten Schiffe konnte Caesar keine spätere Rückfahrt riskieren und gewährte daher den Inselbewohnern einen Frieden. Zwar verdoppelte er die Zahl der zu stellenden Geiseln, gab sich aber damit zufrieden, dass diese ihm später nach Gallien ausgeliefert werden sollten; diese Bedingung erfüllten dann aber nur zwei Stämme. Auf seinen ausgebesserten Schiffen fuhr der römische Feldherr nun zum Festland zurück. Insgesamt hatte er also keinen großen Erfolg erringen können. Dennoch erregte sein Bericht in Rom große Bewunderung, so dass der Senat ein zwanzigtägiges Dankfest beschloss.

## Zweite Invasion 54 v. Chr.
Nach dem Verlassen der Winterquartiere am Anfang des nächsten Jahres ging Caesar zuerst nach Oberitalien, dann nach Illyrien und vereitelte dort weitere Überfälle der Pirusten. Sein vorrangiges Ziel war aber eine zweite, diesmal besser vorbereitete Invasion in Britannien. Cicero schrieb seinem Freund Gaius Trebatius Testa und seinem Bruder Quintus, die Caesar begleiten sollten, und bat Trebatius, ihm einen Streitwagen mitzubringen, sowie seinen Bruder um eine Beschreibung der Insel. Ersterer nahm dann aber nicht an der Expedition teil, aber Quintus sowie Caesar selbst sandten dem Redner mehrere Briefe.
Der römische Feldherr hatte im Winter flachere und breitere Transportschiffe bauen lassen, die sich schneller beladen und an den Strand ziehen ließen als jene, die er bei der vorjährigen Expedition verwendet hatte. Es waren Schnellsegler, die vermutlich nach der Schiffstechnologie der Veneter gebaut waren. Nach seiner Rückkehr aus Illyrien fand Caesar bei der Inspektion aller Winterlager etwa 600 Schiffe dieser Bauart und 28 Kriegsschiffe abfahrbereit. Heer und Flotte sollten sich nun gemäß seinem Befehl im Hafen Portus Itius sammeln; er selbst zog zuerst noch ins Gebiet der Treverer und unterdrückte dort feindliche Elemente. Als er wieder nach Portus Itius zurückgekehrt war, erfuhr er, dass 60 bei den Meldii an der Marne gebaute Schiffe wegen eines Sturms wieder hatten umkehren müssen, wohingegen die restliche Flotte segelfertig war. Er nahm auch viele Adlige verschiedener gallischer Stämme mit an Bord, um einem Aufstand während seiner Abwesenheit vorzubeugen; Dumnorix, der sich lange sträubte, wurde schließlich getötet. Labienus sollte mit einer beträchtlichen Armee die gallische Küste sichern sowie für Getreidenachschub nach Britannien und Ruhe in Gallien sorgen. Nach dem Sonnenuntergang eines Julitages segelte Caesar mit einer wesentlich größeren Streitmacht als im Vorjahr (fünf Legionen und 2000 Reiter) auf angeblich 800 Schiffen ab, wurde des Nachts abgetrieben und musste durch emsiges Rudern seinen Kurs korrigieren, bis er zur Mittagszeit an der Stelle in Britannien landete, die ihm im vorigen Jahr als der beste Landeplatz erschienen war. Dies gelang diesmal ohne Kämpfe, da keine Feinde auftauchten. Diese waren angeblich – laut Caesar – von der großen Zahl an Schiffen erschreckt, vielleicht mussten sie auch erst ihre Truppen sammeln.
Nach der Landung ließ Caesar Quintus Atrius mit zehn Kohorten und 300 Reitern zur Bewachung der Schiffe zurück und stieß nach einem zwölf Meilen landeinwärts führenden Nachtmarsch auf die oberhalb eines Flusses (wahrscheinlich der Stour) postierten Streitwagenkrieger der Britonen. Diese wurden von den Römern vertrieben und zogen sich in eine stark befestigte Verschanzung im Wald zurück. Auch diese Stellung konnte Caesar leicht einnehmen, sah aber von einer Verfolgung der Gegner ab, um wegen der fortgeschrittenen Stunde selbst noch ein Lager errichten zu können. Dagegen sandte er am nächsten Morgen Truppen zur Aufspürung der Feinde aus, erfuhr aber durch Boten des Atrius von der neuerlichen Beschädigung seiner Flotte durch einen Sturm. Er rief seine Soldaten zurück, ging zu seinen Schiffen und fand 40 von ihnen komplett zerstört. Labienus erhielt den Befehl, weitere Schiffe zu bauen. Inzwischen ließ Caesar in den nächsten zehn Tagen seine gesamte Flotte auf den Strand ziehen und mit dem Lager durch Mauern verbinden. Außerdem wurden möglichst viele Schiffe repariert. Am 1. September schrieb der römische Feldherr, der sich noch an der Küste befand, einen Brief an Cicero. Wahrscheinlich hatte er damals vom Tod seiner einzigen Tochter Julia erfahren, und aus Respekt vor seiner Trauer antwortete Cicero nicht.
Die Britonen hatten inzwischen dem nördlich der Themse (lateinisch Tamesis) im Landesinneren residierenden Fürsten Cassivellaunus den Oberbefehl im Krieg übertragen, obwohl er zuvor die meisten seiner Nachbarstämme bekriegt hatte. Durch starken Zuzug erhielt er auch große Verstärkungen. Nach Caesars Rückkehr zum Fluss Stour schlug er die Britonen, die in die Wälder flüchteten, dann aber die Römer bei der Errichtung von deren Lager angriffen und sich wieder unbehelligt zurückzogen. Bei diesen ersten Geplänkeln fiel der Tribun Quintus Laberius Durus. Als am nächsten Tag drei Legionen und die Kavallerie unter dem Befehl des Gaius Trebonius auf Nahrungsmittelbeschaffung gingen, wurden sie von einem Heer der vereinigten britannischen Stämme angegriffen, schlugen dieses aber zurück und töteten zahlreiche Feinde auf der Flucht.
Nun wollte der römische Feldherr den Cassivellaunus in seinem eigenen Reich heimsuchen und marschierte deshalb zur Themse, fand aber die einzige seichte Furt (wahrscheinlich bei Westminster) auf der anderen Flussseite stark verteidigt; außerdem waren Spitzpfähle am Ufer und auch im Fluss in den Boden gerammt worden. Dennoch gelang Caesar der Übergang und schlug die Feinde in die Flucht. Cassivellaunus sah ein, dass er Caesar in offenem Kampf unterlegen war, entließ die meisten seiner Truppen und setzte nur 4000 sehr mobile Wagenkämpfer ein. Diese postierten sich in Guerillataktik in unzugänglichem Gelände, das ihnen bestens vertraut war und überfielen verstreute römische Truppen. Die Britonen schafften auch möglichst alle Nahrungsmittel und Vieh aus der Reichweite der Legionen, um ihnen die Versorgung zu erschweren.
Da aber Cassivellaunus den König des mächtigen Stammes der Trinovanten gestürzt und dessen Sohn Mandubracius zur Flucht gezwungen hatte, kamen Gesandte dieses Stammes zu Caesar und boten ihre Unterstützung an. Nachdem sie Geiseln und Getreidevorräte an Caesar übergeben hatten, schickte ihnen dieser den ihn begleitenden Mandubracius als neuen Herrscher. Nun unterwarfen sich auch die Stämme der Cenimagnen, Segontiaken, Ankaliten, Bibroker und Casser den Römern und gaben die Lage des Oppidums des Cassivellaunus preis, das durch Wall und Graben geschützt war und in schwer zugänglichen Wäldern mit Sümpfen lag. Vielleicht ist dieses Oppidum mit einer Hügelfestung bei Wheathampstead zu identifizieren und lag damit sechs Meilen nordöstlich von Verulamium (heute St. Albans), der späteren Hauptstadt der Catuvellaunen. Jedenfalls konnte Caesar die Festung des Cassivellaunus erobern und dabei viel Vieh erbeuten.
Um einen Gegenschlag zu führen, verständigte Cassivellaunus die vier Könige von Kent, Cingetorix, Carvilius, Taximagulus und Segovax, dass sie das Schiffslager der Römer attackieren sollten, um Caesar zum Abzug zu zwingen. Doch die Wachmannschaften der Flotte besiegten die Angreifer, wobei sie einen Häuptling namens Lugotorix gefangen nehmen konnten. Daraufhin bat Cassivellaunus, der sich um Vermittlung an Commius wandte, um Frieden. Caesar ging darauf ein, weil er Aufstände in Gallien wegen seiner langen Abwesenheit befürchtete und auch schon wegen der späten Jahreszeit zurückkehren musste, wollte er nicht in Britannien überwintern. Er verlangte die Stellung von Geiseln, jährliche Tribute und verbot jeglichen Angriff auf die Trinovanten. Am 26. September schrieb Caesar an Cicero über den Ausgang seines Unternehmens, gab dabei an, dass er Geiseln, aber keine große Beute gemacht habe und nun auf der Rückkehr begriffen sei. Er fuhr mit seiner ganzen Streitmacht zum Festland zurück, ohne Besatzungstruppen in Britannien zurückzulassen. Daher konnte er auch nicht hoffen, dass seine Forderungen erfüllt würden. In der römischen Innenpolitik hatte er aber durch seine an und für sich nur aufwendigen, aber wenig ertragreichen Expeditionen in das ferne, nördliche Land Britannien einen Prestigeerfolg erzielt, besonders im Hinblick auf seinen großen Gegenspieler Gnaeus Pompeius Magnus, der in Asien große Siege errungen hatte.

## Neue Erkenntnisse über Britannien
Den Griechen und Römern war Britannien spätestens seit dem Besuch des Seefahrers Pytheas von Massalia (4. Jahrhundert v. Chr.) bekannt. Caesar machte durch eigene Anschauung und Erkundigungen bei gallischen Kaufleuten und britannischen Fürsten über entferntere Regionen der Insel zahlreiche weitere Entdeckungen. Vor der Erzählung seines zweiten Feldzuges gibt er einen kurzen Abriss über das Klima und die Geographie Britanniens sowie die Lebensweise seiner Bewohner.
Caesar beschreibt die Insel als dreieckig mit einem Gesamtumfang von 2000 Meilen und erwähnt die beiden in der Nähe liegenden Inseln Hibernia (Irland) und Mona (Isle of Man). Das Winterklima stellt er richtigerweise als wärmer als in Gallien dar. Durch Messungen fand er heraus, dass die Nächte kürzer als am Festland sind. Er fand zuerst den Hafen bei Dover, obwohl er dort nicht landete (siehe oben). Seine für die Römer gewonnenen geographischen Erkenntnisse wurden zwar in den nächsten 100 Jahren durch Seehandel und diplomatische Missionen stark erweitert, bildeten aber wohl dennoch eine wichtige Grundlage für die Invasion des Kaisers Claudius in Britannien 43 n. Chr.
Die Britonen waren für Caesar typische Barbaren und in ihrer Art den Galliern ähnlich. Die Bewohner der südlichen Küstenregionen beschreibt er korrekt als Gallier, die diese Gebiete militärisch erobert hatten, wie die gleichen Stammesnamen auf beiden Seiten des Ärmelkanals (Atrebaten, Belger) belegen. Caesar berichtet, dass die Britonen Polygamie übten, ihre Haare lang trugen und sich zur militärischen Abschreckung blau anmalten. In den Küstenregionen gab es ausgedehnte Anbauflächen von Getreide, in den gebirgigeren nördlicheren Binnenregionen herrschte eher Viehwirtschaft vor. Das Druidentum sei laut Caesar aus Britannien nach Gallien gekommen und die genaue Ausbildung in dieser Religion erfolge noch immer auf der Insel. Der römische Feldherr interessiert sich natürlich besonders für die Kampfesweise der Britonen und beschreibt genau ihre militärische Taktik mit den für die Römer ungewohnten Streitwagen, deren Einsatz sie täglich übten.
An Bodenschätzen führt Caesar besonders Zinn (zur Herstellung von Bronze) an, bleibt aber ungenau, indem er lediglich davon spricht, dass es im Binnenland abgebaut werde. Außerdem erwähnt er geringe Eisenvorkommen an der Küste und den Import von Kupfer. Als Währung dienten Kupfer- oder Goldmünzen.